# Mawar
Mawar is een bestuurslaag in het regentschap Alor van de provincie Oost-Nusa Tenggara, Indonesië. Mawar telt 1129 inwoners (volkstelling 2010).